# 双重政权
双重政权（英語：Dual power）是左翼政治理论和实践中的一个概念，是共产主义者和无政府主义者以不同形式提出的。弗拉基米尔·列宁提出的双重政权概念描述了俄国革命期间的权力划分，把工人和士兵的苏维埃描述为初始国家，其任务是移除和取代正式的政府。这一概念为后来的共产主义者领导的革命，包括毛泽东领导的中国革命的策略提供了参考。

## 两重政权的形式
- 合作联盟
- 协同组织金融机关
- 平等主义社区
- 横向主义
- 意識社區
- 自由主义的城市自治主义
- 常设自治区
- 革命根据地
- 临时自治区
- 工人合作社
- 工人和士兵委员会